# Svarthuvad brokvireo
Svarthuvad brokvireo (Pteruthius rufiventer) är en asiatisk tätting som numera placeras i familjen vireor.

## Kännetecken

### Utseende
Svarthuvad brokvireo är en storvuxen art i släktet med en kroppslängd på 18,5-20 cm. Hanen är omisskännlig med svart på huvud, vingar och stjärt, med resten av ovansidan rostbrun. Strupen är ljusgrå med ett vitaktigt streck på sidan, bröstet är grått och buk samt undergump djupt skäraktig. På sidan av bröstet syns en gulaktig fläck. Armpennor och stjärt är brunspetsade.
Honan ser mycket annorlunda ut med gråfjällig hjässa, grå huvudsida och ovansidan, inklusive stjärt och övre delen av stjärten, mestadels ljust olivgrön. Undersidan är mörkare än hanens.

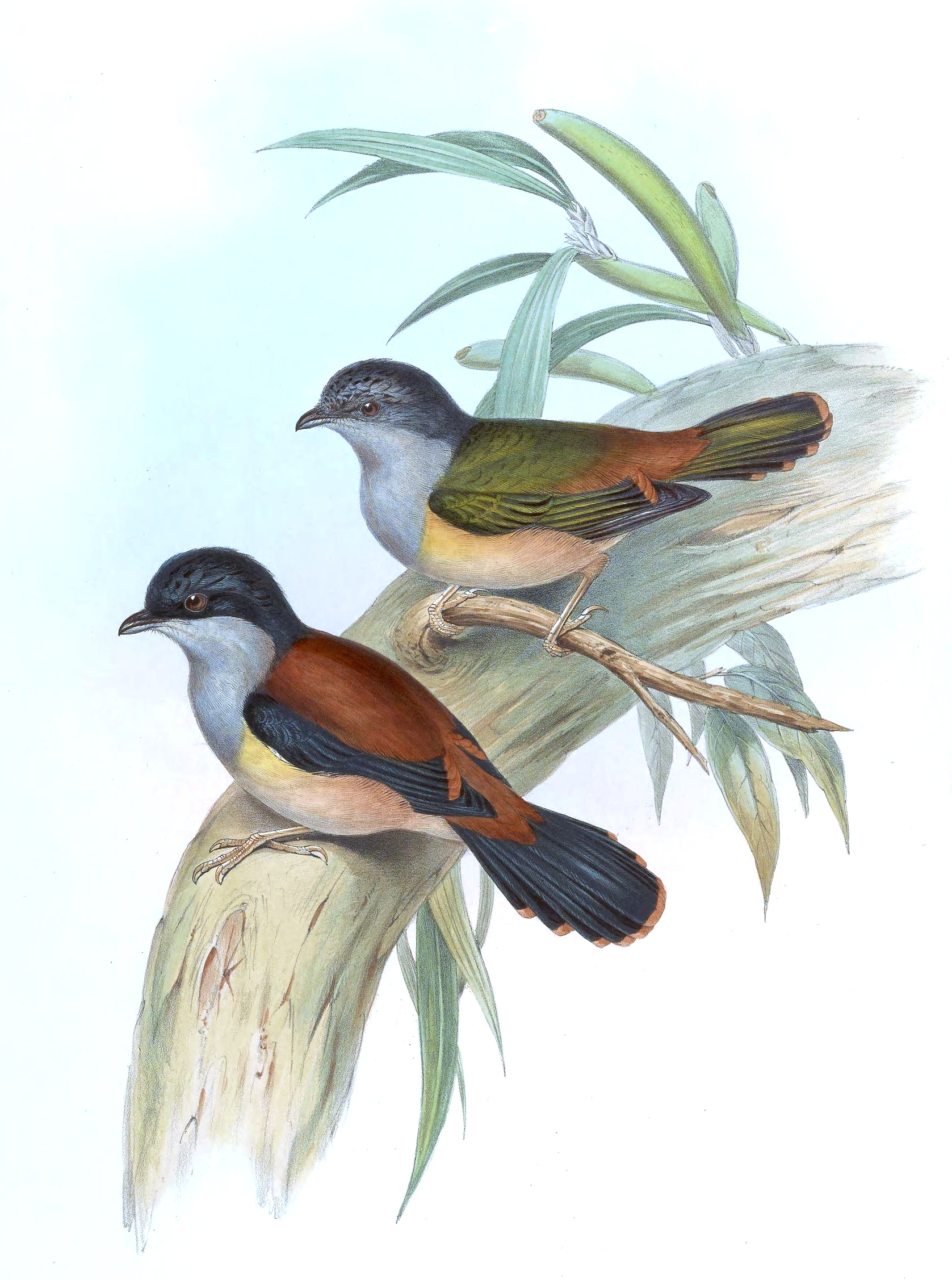
Hane och hona svarthuvad brokvireo.

### Läten
Sången består av rätt mjuka och upprepade "wip-wiyu", med betoning på andra stavelsen, även ett jämnare och något dalande "yu-wu-uu". Bland lätena hörs ett märkligt, darrande "ukuk-wrrrrii-yiwu" och en serie med fem till sju hårda toner, "rrrrt-rrrrt-rrrr-rrrrt-rrrrt".

## Utbredning och systematik
Fågeln förekommer från Nepal till Bhutan, Assam, norra Myanmar, Sichuan, nordvästra Yunnan och nordvästra Vietnam (Fansipan Mountain). Den behandlas vanligen som monotypisk, men vissa delar in den i två underarter med följande utbredning:
- Pteruthius rufiventer rufiventer – centrala och östra Nepal österut till nordöstra Indien (Arunachal Pradesh, Nagaland och Manipur), västra och norra Myanmar samt södra Kina i västra och centrala Yunnan
- Pteruthius rufiventer delacouri – västra Tonkin i Vietnam

### Familjetillhörighet
Brokvireorna i Pteruthius kallades tidigare broktimalior och placerades just helt okontroversiellt i familjen timalior. DNA-studier visade dock mycket förvånande att dessa asiatiska fåglar i själva verket är närbesläktade med de amerikanska vireorna (Vireonidae) och inkluderas därför numera i den familjen.

## Levnadssätt
Svarthuvad brokvireo förekommer i städsegrön skog på mellan 1220 och 2600 meters höjd. Den livnär sig av insekter som vivlar och andra skalbaggar, samt fjärilslarver. I Bhutan häckar fågeln i april. Arten är stannfågel, men kan möjligen röra sig i höjdled beroende på säsong.

## Status och hot
Arten har ett stort utbredningsområde och en stor population, men tros minska i antal på grund av habitatförstörelse och fragmentering, dock inte tillräckligt kraftigt för att den ska betraktas som hotad. Internationella naturvårdsunionen IUCN kategoriserar därför arten som livskraftig (LC). Världspopulationen har inte uppskattats men den beskrivs som frekvent förekommande till fåtalig.